# Primer ayuntamiento democrático de España
El primer ayuntamiento democrático de España fue el gobierno municipal de Santa Cruz de La Palma, capital de la isla de La Palma (Canarias), que en el año de 1773 fue elegido por sufragio universal en sustitución del gobierno oligárquico de algunas familias terratenientes tras el Pleito de los Regidores perpetuos, al emitir el Consejo de Castilla un acuerdo en el que dictaba que se "aboliera el gobierno de los Regidores perpetuos, destituyéndolos, y disponer que en lo sucesivo fuera elegidos con carácter bienal, por sufragio". Para el profesor e investigador de la Universidad de La Laguna, Adolfo Arbelo García, el término democrático no sería el correcto, sino otro como primer ayuntamiento por elección popular que correspondiera al primero de España, donde todos los cargos serían elegidos bienalmente, mientras que en la Península seguirían los regidores perpetuos gobernando junto a los nuevos cargos creados por el Rey.
El origen del pleito fue el real auto promulgado en 1766 por el rey ilustrado Carlos III de España, por el cual los vecinos de los ayuntamientos que superasen los dos mil vecinos podían desempeñar temporalmente dos cargos, conocidos por Diputado del Común y Síndico Personero del Común. Estos cargos, sin derecho a voto, tenían como función la defensa de los vecinos y la vigilancia de la buena administración. En esta época tan solo existía un Ayuntamiento con competencias en toda la isla, que por entonces contaba con unos 5.000 habitantes.
La causa fue promovida por el comerciante Dionisio O'Daly, elegido síndico personero en 1767 y revocado por el Consejo Capitular de los citados regidores al ser extranjero de nacimiento, y por el abogado de la misma isla, Anselmo Pérez de Brito, que había sido elegido diputado un año antes (1766) y que llevó adelante el proceso al presentarlo en el Consejo de Castilla (1768), donde acusaban a los regidores de malversación de caudales públicos y otros desmanes.
Este hito político ocurrido en una isla alejada de los centros del poder, aunque en la ruta comercial y cultural de Europa, con su propia Ilustración y de una Norteamérica cuasi-independiente, ha permanecido desconocido e ignorado a pesar de su importancia histórica al ser un precedente claro de la crisis y caída del Antiguo Régimen, que ocurriría dieciséis años más tarde en Francia, con la Revolución francesa (1789) y treinta y nueve años después en España, con las Cortes de Cádiz (1812).